# 亚什基诺
亚什基诺（羅馬化：Yashkino）是俄罗斯克麦罗沃州的市级镇、亚什基诺区行政中心及最大聚居地，也是该区唯一的市级镇。地处克麦罗沃州西北部，在州府克麦罗沃西北方。设有同名铁路车站。
该地2021年人口有13,356人；2010年人口14,719；2002年人口15,583；1989年人口16,649。